# Глупо је спавати док свира рокенрол
Глупо је спавати док свира рокенрол је поп и рок албум југословенске и српске музичке групе Алиса. Објављен је 1989. године под окриљем Југодиск-а, на винил формату. На албуму се налази осам песама.

## Песме
| Бр. | Назив песме                         | Трајање |
| --- | ----------------------------------- | ------- |
| 1.  | Видео                               | 03:15   |
| 2.  |                                     | 02:26   |
| 3.  | Беба                                | 03:17   |
| 4.  | Скидам кошуљу да легнем             | 03:12   |
| 5.  | Не могу да сањам                    | 03:28   |
| 6.  | Благо оном ко те сања               | 04:05   |
| 7.  | Огледало                            | 03:00   |
| 8.  | Глупо је спавати док свира рокенрол | 03:22   |

### Информације
- Аранжман: Мирослав Живановић (песме 2, 4 и 8), З. Петровић (песме 1, 3 и 5)
- Бас: Предраг Пеца Гостовић
- Бубњеви: Предраг Цветковић
- Гитара: Зоран Петровић
- Клавијатуре: Деки и Саша Гнус
- Текст: Радован Дабановић (све осим 4. песме)
- Композитор: Мирослав Живановић (све осим 4. песме)
- Продуцент: Влада Неговановић
- Вокал: Мирослав Живановић